# Nhạc bướm
Nhạc bướm hoặc Tờ nhạc rời là sản phẩm thương mại có yếu tố nghệ thuật dành cho đối tượng đam mê sưu tập từng thịnh hành tại Việt Nam giữa thế kỷ XX.

## Lịch sử
Theo sách Sài Gòn qua dòng sông tuổi thơ của tác giả Lê Văn Nghĩa, nhạc bướm là một phát minh của ông Tăng Duyệt - chủ nhà in Tinh Hoa (121 Trần Hưng Đạo, kinh đô Huế) khoảng những năm Đệ nhị Thế chiến. Hình thức nhạc bướm là tờ bìa đôi theo khổ giấy Letter, bên trong in typo nội dung bài hát trên khuông nhạc, mặt ngoài là minh họa kèm nhan đề tác phẩm và tên tác giả, mặt sau còn kèm câu tôn chỉ của nhà xuất bản: "Để biểu dương một nguồn âm nhạc Việt Nam mới trên nền tảng văn hóa và nghệ thuật, nhà xuất bản Tinh Hoa đã và sẽ lần lượt trình bày những nhạc phẩm chọn lọc giá trị nhất của các nhạc sĩ chân chính với một công trình ấn loát mỹ thuật để hiến các bạn yêu âm nhạc góp thành một tập nhạc quý". Ban sơ, do kĩ nghệ ấn loát còn đắt, nhạc bướm chỉ được in tối đa hai màu, nhằm đến lứa tuổi học trò.
Để có nguồn bài hát, các nhà in thường mua bản quyền từ những nhạc sĩ đương thời với giá phải chăng. Đổi lại, tác giả có cơ hội quảng bá tác phẩm ra công chúng. Cho nên, trong thế kỷ XX, nhạc bướm là nguồn cung cấp ca khúc tân thời Việt Nam trọng yếu và dễ dàng nhất. Không chỉ góp phần phong phú thêm lối sống âm nhạc Việt Nam mà là cơ hội rèn rũa tài năng của giới họa sĩ. Công chúng đua tranh sưu tập nhạc bướm cũng vì tính thẩm mĩ khá cao, đồng thời, trong một số giai đoạn còn có tác dụng cổ xúy lối sống lành mạnh, ái quốc.
Trong thời kỳ Chiến tranh Đông Dương, tác phẩm của nhiều nhạc sĩ Việt Minh như Văn Cao, Phạm Duy, Đỗ Nhuận, Trần Hoàn, Phan Huỳnh Điểu, Lưu Hữu Phước, Nguyễn Văn Tý... vẫn lén được đem về Hà thành in ra nhạc bướm. Cho đến thập niên 1950, đã có hàng loạt nhà in đóng góp vào thị trường nhạc bướm, gây nên số lượng dồi dào nhạc bản như : Thế Giới (Hà Nội), Sống Chung, Á Châu (Sài Gòn), An Phú, Hương Thu, Phương Mộc Lan, Diên Hồng, Nguyên Thảo, Tiếng Bạn, Sóng Lúa, Tinh Hoa Miền Nam, Minh Phát, Lửa Hồng... Hình thức cũng ngày càng sinh động qua nét vẽ của một số họa sĩ ăn khách như Phi Hùng, Ngọc Tùng, Bạch Đằng Cát Mỹ, Kha Thùy Châu, CVĐ.
Thời Đệ nhị Cộng hòa, nhạc bướm chuyển hẳn sang in offset, phong cách minh họa cũng trừu tượng dần, đồng thời mặt bìa cũng rực rỡ hơn và đôi khi dùng ảnh chụp thay họa hình. Phạm vi ca khúc cũng mở rộng thêm những bài thịnh hành quốc tế.
Sau ngày Thống Nhất, nhạc bướm còn xuất hiện trong các đợt ấn loát của Nhà xuất bản Âm Nhạc Giải Phóng và Nhà xuất bản Trẻ một thời gian rồi chính thức lùi vào dĩ vãng. Việc sở hữu tranh ảnh ca sĩ thần tượng ngày càng dễ dãi cũng là căn nguyên đẩy thị trường nhạc bướm sa tình trạng ế khách.

## Nhà phát hành

### 1940-50s
- An Phú (Sài Gòn)
- Á Châu (Sài Gòn)
- Diên Hồng
- Hương Thu
- Phương Mộc Lan
- Sống Chung
- Thế Giới (Hà Nội)
- Tinh Hoa (Huế)

### 1960-70s
- Khai Sáng (Sài Gòn)
- Ly Tao (Sài Gòn)
- Minh Phát (Sài Gòn)
- Mỹ Hạnh (Sài Gòn)
- Nguyên Thảo (Sài Gòn)
- Sóng Nhạc (Sài Gòn)
- Tinh Hoa Miền Nam (Sài Gòn)